# ヴィリアム・ペテション
ヴィリアム・ペテション (Reinhold William Eugen Pettersson、1895年10月6日- 1965年5月10日)は、スウェーデンの男子陸上競技選手。走幅跳を中心に活躍した選手で、1920年アントワープオリンピックでは同種目で金メダルを獲得。さらに、4×100mリレーでも、スウェーデンのメンバーに加わり、アグネ・ホルムストレム、スヴェン・マルム、ニルス・サンドストレムとともに銅メダルを獲得した。